# هلن یائو
هلن یائو (به انگلیسی: Helen Yao) (زاده ۱۲ آوریل ۱۹۸۳) بازیگر چینی است.
از فیلم‌های معروف او می‌توان به بازی در فیلم زودیاک چینی و من کی هستم ۲۰۱۵ اشاره کرد.